# Maison Louis Jadot
Pour les articles homonymes, voir Jadot.
La Maison Louis Jadot est un producteur-négociant en vins basé à Beaune.
L'entreprise contrôle 220 hectares en Côte d'Or, dans le Mâconnais et dans le Beaujolais, au sein du vignoble de Bourgogne.
Les produits arborent une seule et même étiquette pour l’ensemble de la gamme. Cette étiquette, caractérisée par une frise, la tête de Bacchus et sa couleur jaune pâle, reste inchangée.

## Histoire

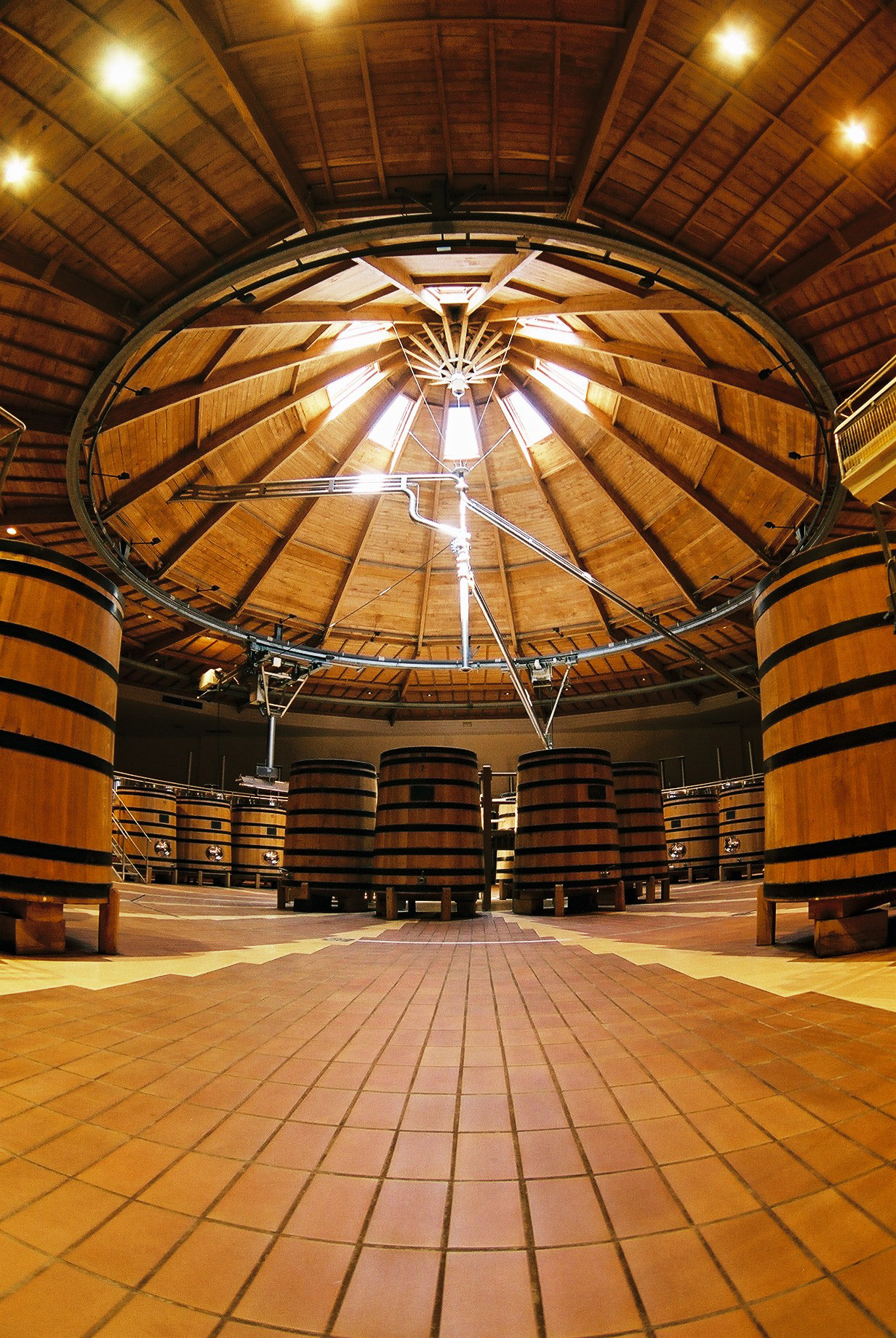
La cuverie de la Maison Louis Jadot.

### Maison Jadot
L'histoire de la Maison Louis Jadot commence en 1826 par l'acquisition d'une parcelle de Beaune premier cru, le Clos des Ursules, par la famille Jadot. Louis Henry Denis Jadot fonde la Maison Louis Jadot en 1859.
Les générations qui succèdent à Louis Jadot développent le négoce de vins sur les marchés nord-européens, puis en Angleterre et aux États-Unis. Kobrand Corporation devient en 1945 l'importateur des vins de la Maison aux États-Unis. En 1985, madame Jadot décide de vendre l'entreprise à la famille Kopf pour assurer la pérennité de la Maison.

### Château des Jacques
En 1996, la Maison Louis Jadot acquiert le château des Jacques dans le Beaujolais, en 2008 le Domaine Ferret à Fuissé. En 2013, elle achète un domaine aux États-Unis dans l'Oregon.
Le château des Jacques est un domaine viticole situé dans le vignoble du Beaujolais, dans le cru Moulin-à-vent. Les 69 hectares de vignes du château des Jacques se répartissent sur 4 appellations telles que Moulin-à-Vent, Morgon et Fleurie et Beaujolais Blanc. Plusieurs terroirs composent cet ensemble : clos de Rochegrès, clos du Grand Carquelin, Champ de Cour, La Roche, clos des Thorins, La Rochelle, Les Vérillats, côte du Py.

### Domaine Ferret
Le domaine Ferret est un domaine viticole situé à Fuissé. Les vignes en propriété représentent un total de 18 hectares au cœur de l’appellation Pouilly-Fuissé. Il a été acquis en 2008 par la maison Louis Jadot.

## Presse
Dans son guide paru en 2002, Robert Parker donne à environ soixante-dix vins de la Maison Louis Jadot plus de 90 points selon son échelle de notation (signifiant « vin excellent » ou « vin extraordinaire »). Il s'agit pour lui de la « plus respectée des grandes maisons de négociants de Beaune ».

## Culture populaire

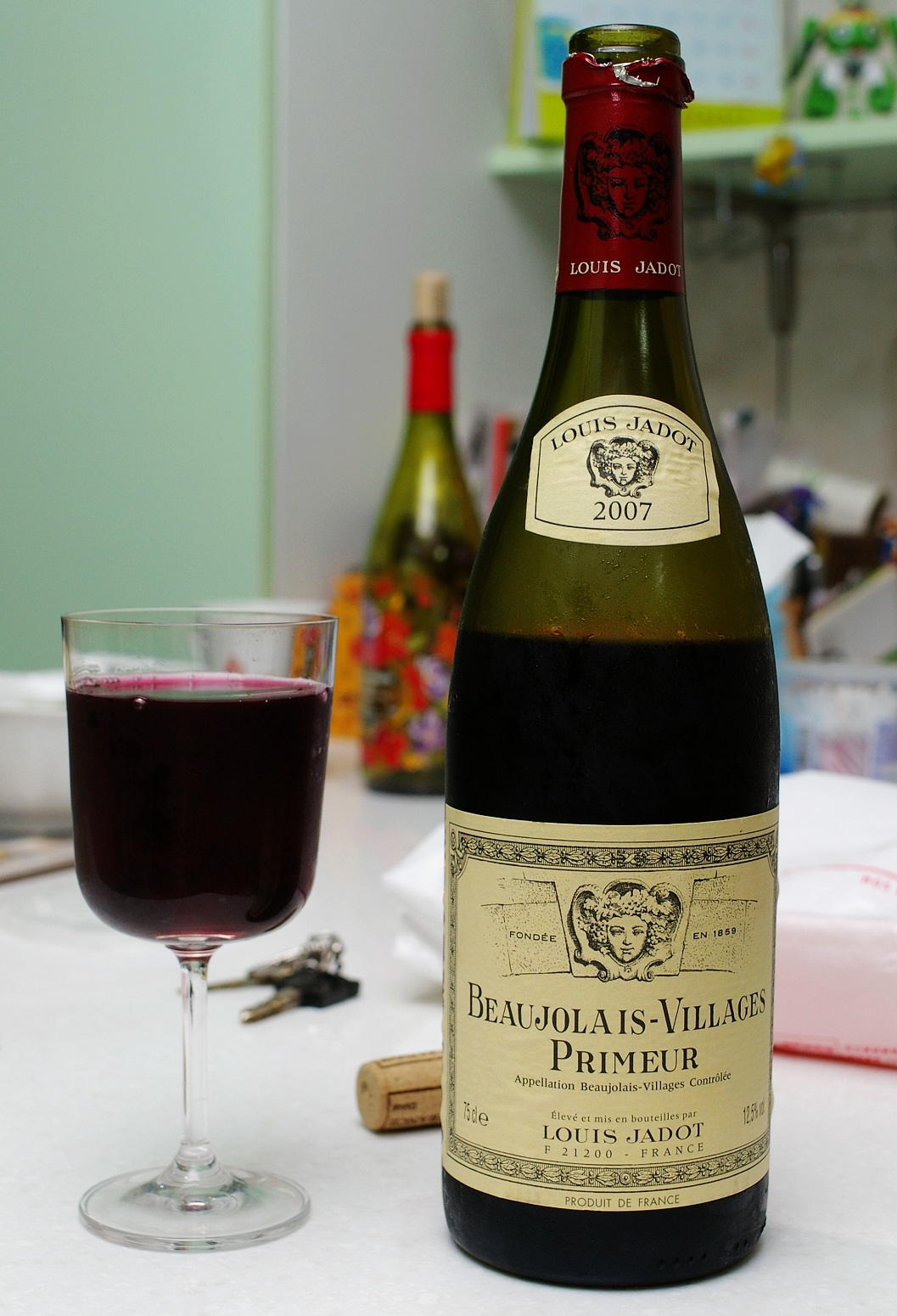
Beaujolais villages primeur Louis Jadot 2007

Au début des années 2000, l'entreprise réalise plusieurs placements de produit dans des productions américaines comme Charmed, Friends ou encore Iron Man (film).
En 2023, dans l'épisode 3 de la série The Last of Us, Bill sert à Frank un verre de Beaujolais-villages de la Maison Louis Jadot sans que ces derniers soient au courant.